# 谢肇淛墓
谢肇淛墓，是明代大臣谢肇淛的墓葬。
谢肇淛（1567年－1624年），字在杭，福建省福州府長樂縣（今福州市長樂區）人。官至广西右布政使。
墓葬位于中国福建省福州市長樂區营前镇下洋村，1991年4月17日公布为省级文物保护单位，类型为古墓葬。